# Christopher Stevens
John Christopher "Chris" Stevens (Grass Valley (Californië), 18 april 1960 – Benghazi (Cyrenaica), 11 september 2012) was een Amerikaans advocaat en diplomaat. Hij was Amerikaans ambassadeur voor Libië van juni 2012 tot september 2012 en werd gedood tijdens de aanval op het Amerikaanse consulaat in Benghazi, Libië, op 11 september 2012. 

## Biografie

### Jeugd en opleiding
Stevens, zoon van Jan S. Stevens and Mary Commanday, werd geboren te Grass Valley, Californië en groeide op in North Carolina. Hij ging vervolgens naar de Pioneer Elementary School, Emerson High School in Davis en studeerde af aan de Piedmont High School in 1978. Hij behaalde een bachelor in geschiedenis aan de universiteit van Californië in 1982. Van 1983 tot 1985 gaf hij Engelse les in Marokko als vrijwilliger in het Peace Corps. Hij doctoreerde in de rechten aan Hastings College of the Law in 1989 en behaalde daarnaast een universitair diploma aan het National War College in 2010. Hij sprak Engels, Arabisch en Frans. 
Voordat Stevens voor het Buitenlands Diplomatiek Departement van de Verenigde Staten ging werken was hij actief als internationaal handelsadvocaat in Washington.

### Diplomatiek departement van de Verenigde Staten
Stevens ging in 1991 werken voor het Buitenlands Diplomatiek Departement van de V.S. Zijn overzeese functies brachten hem onder meer in Jeruzalem (Israël), Damascus (Syrië), Caïro (Egypte) en Riyad (Saoedi-Arabië). Vooraleer ambassadeur in het land te worden werkte hij in Libië reeds in de functie van Deputy Chief of Mission van 2007 tot 2009 en als Speciaal Vertegenwoordiger voor de Nationale Overgangsraad van maart 2011 tot november 2011 tijdens de Libische revolutie. In mei 2012 kwam hij aan in Tripoli als de Amerikaanse ambassadeur voor Libië.

### Dood
Op 11 september 2012 bezocht Stevens de stad Benghazi om te praten over de modernisering van het ziekenhuis en de eventuele vestiging van een cultureel centrum. In de avond van 11 september viel een grote groep gewapende moslimradicalen het Amerikaanse consulaat in Benghazi aan. Stevens werd samen met een aantal medewerkers tijdens de aanval uit veiligheidsoverwegingen naar een tweede, beter beveiligd, gebouw overgebracht. De aanvallers konden daar niet binnenkomen, maar staken het gebouw in brand. Toen hij wilde ontsnappen naar het dak van het gebouw raakte Stevens afgescheiden van zijn staf. Amerikaanse veiligheidsagenten die hem zochten konden hem niet vinden. Later in de nacht werd hij gevonden door de lokale bevolking en met spoed naar het ziekenhuis gebracht. Daar probeerden artsen hem nog te reanimeren, maar de ambassadeur had te veel rook binnengekregen. Twee Amerikanen die naar het gebied werden gestuurd toen de betoging begon overleden eveneens, alsmede Sean Smith, die op dezelfde manier als Stevens overleed.
Stevens was sinds de dood van Arnold Lewis Raphel in 1988 de eerste Amerikaanse ambassadeur die tijdens de uitoefening van zijn functie overleed. In totaal is hij de achtste Amerikaanse ambassadeur die tijdens zijn ambtsperiode werd gedood. Christopher Stevens werd 52 jaar oud.